# Joseph Pothier

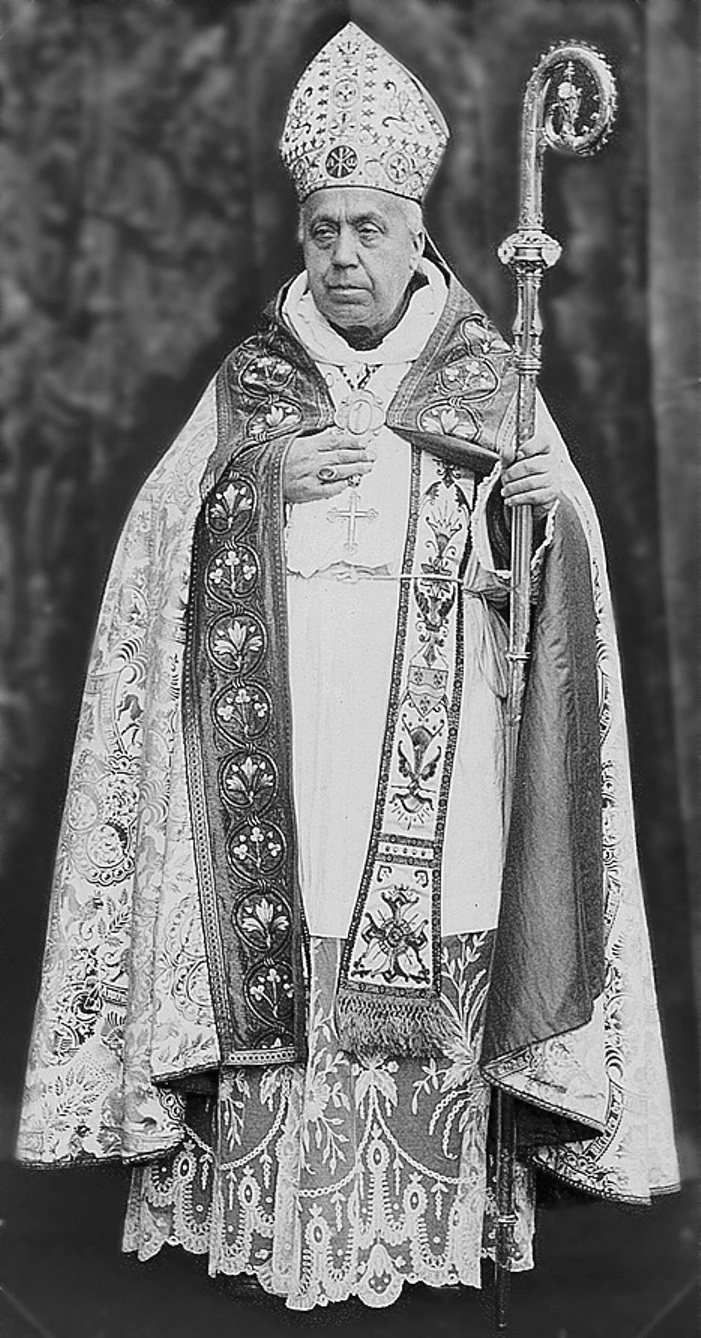
Dom Joseph Pothier som abbot i Saint-Wandrille.

Dom Joseph Pothier, född den 7 december 1835, död den 8 december 1923, var en fransk musikforskare.
Pothier, som 1898 blev abbot i benediktinklostret Saint-Wandrille, gjorde i flera länder arkivforskningar angående den medeltida kyrkosången och skrev de mycket värdefulla arbetena Les mélodies grégoriennes (1880), Liber gradualis (1883; 2:a upplagan 1895), Cantus Mariales (1902) och Methode du chant grégorien (1902) samt några inledningar i André Mocquereaus Paléographie musicale. Pothier betroddes 1904 av påven Pius X med redaktionen av den nya koralupplagan (Editio vaticana).